# Sibirskij
Sibirskij (ros. Сибирский) – osiedle w azjatyckiej części Rosji, w Kraju Ałtajskim posiadające status miasta zamkniętego. Od 2005 okręg miejski Sibirskij. Mieszka tu 12 300 ludzi według stanu na rok 2005.

## Położenie
Sibirskij położony jest przy drodze M52, 30 km od Barnaułu w rejonie pierwomajskim.

## Historia
Osiedle założone w 1979, pierwsi mieszkańcy pojawili się tu w 1980 w związku ze stacjonującą tutaj jednostką wojskową – 1 pułkiem rakietowym. Od 1995 osiedle o statusie miasta zamkniętego. W 2001 zbudowano tu cerkiew pod wezwaniem św. Męczennicy Warwary (Святой Великомученницы Варвары) - patronki wojsk rakietowych.